# Liste der Nummer-eins-Hits in Kanada (1971)
Diese Liste enthält alle Nummer-eins-Hits in Kanada im Jahr 1971. Es gab in diesem Jahr 26 Nummer-eins-Singles.
| Singles | Alben |
| --- | ----- |
| - George Harrison – Isn't It a Pity - 5 Wochen (19. Dezember 1970 – 22. Januar 1971) - Dawn – Knock Three Times - 2 Wochen (23. Januar – 5. Februar) - Bee Gees – Lonely Days - 1 Woche (6. Februar – 12. Februar) - Lynn Anderson – (I Never Promised You A) Rose Garden - 1 Woche (13. Februar – 19. Februar) - Gordon Lightfoot – If You Could Read My Mind - 1 Woche (20. Februar – 26. Februar) - The Osmonds – One Bad Apple - 2 Wochen (27. Februar – 12. März) - Creedence Clearwater Revival – Have You Ever Seen the Rain? - 2 Wochen (13. März – 26. März) - The Partridge Family – Doesn't Somebody Want to be Wanted - 1 Woche (27. März – 2. April) - Tom Jones – She's a Lady - 1 Woche (3. April – 9. April) - The Bells – Stay Awhile - 2 Wochen (10. April – 23. April) - Three Dog Night – Joy to the World - 6 Wochen (24. April – 4. Juni) - The Rolling Stones – Brown Sugar - 3 Wochen (5. Juni – 25. Juni) - Ringo Starr – It Don't Come Easy - 3 Wochen (26. Juni – 9. Juli) - Carole King – It's Too Late - 3 Wochen (10. Juli – 30. Juli) - Hamilton Joe Frank & Reynolds – Don't Pull Your Love - 1 Woche (31. Juli – 6. August) - The Stampeders – Sweet City Woman - 3 Wochen (7. August – 27. August) - Bee Gees – How Can You Mend a Broken Heart? - 2 Wochen (28. August – 10. September) - Creedence Clearwater Revival – Sweet Hitch Hiker - 1 Woche (11. September – 17. September) - Paul McCartney – Uncle Albert/Admiral Halsey - 3 Wochen (18. September – 8. Oktober) - Rod Stewart – Maggie May - 1 Woche (9. Oktober – 15. Oktober) - Donny Osmond – Go Away Little Girl - 2 Wochen (16. Oktober – 29. Oktober) - The Osmonds – Yo-Yo - 1 Woche (30. Oktober – 5. November) - Cher – Gypsys, Tramps & Thieves - 3 Wochen (6. November – 26. November) - John Lennon – Imagine - 2 Wochen (27. November – 10. Dezember) - Isaac Hayes – Theme from Shaft - 1 Woche (11. Dezember – 17. Dezember) - Sly & the Family Stone – Family Affair - 3 Wochen (18. Dezember 1971 – 7. Januar 1972) |       |